# Église Saint-Rémi de Sacy
Pour les articles homonymes, voir Église Saint-Rémi.
L'église de Sacy est une église romane construite au XIe siècle, dédiée à Remi et située dans la Marne.

## Historique
L’église, d’architecture romane, date du XIe siècle ; elle est classée aux monuments historiques et a subi des dégâts lors de la Première Guerre mondiale.

## Architecture
L'abside et le chœur sont les plus anciennes parties de l'église, du XIe siècle. Les trois travées de la nef sont du XIIe siècle alors que les deux premières travées et les portails au nord et à l'occident sont de gothique flamboyant, fin XVe ou début XVIe siècle.

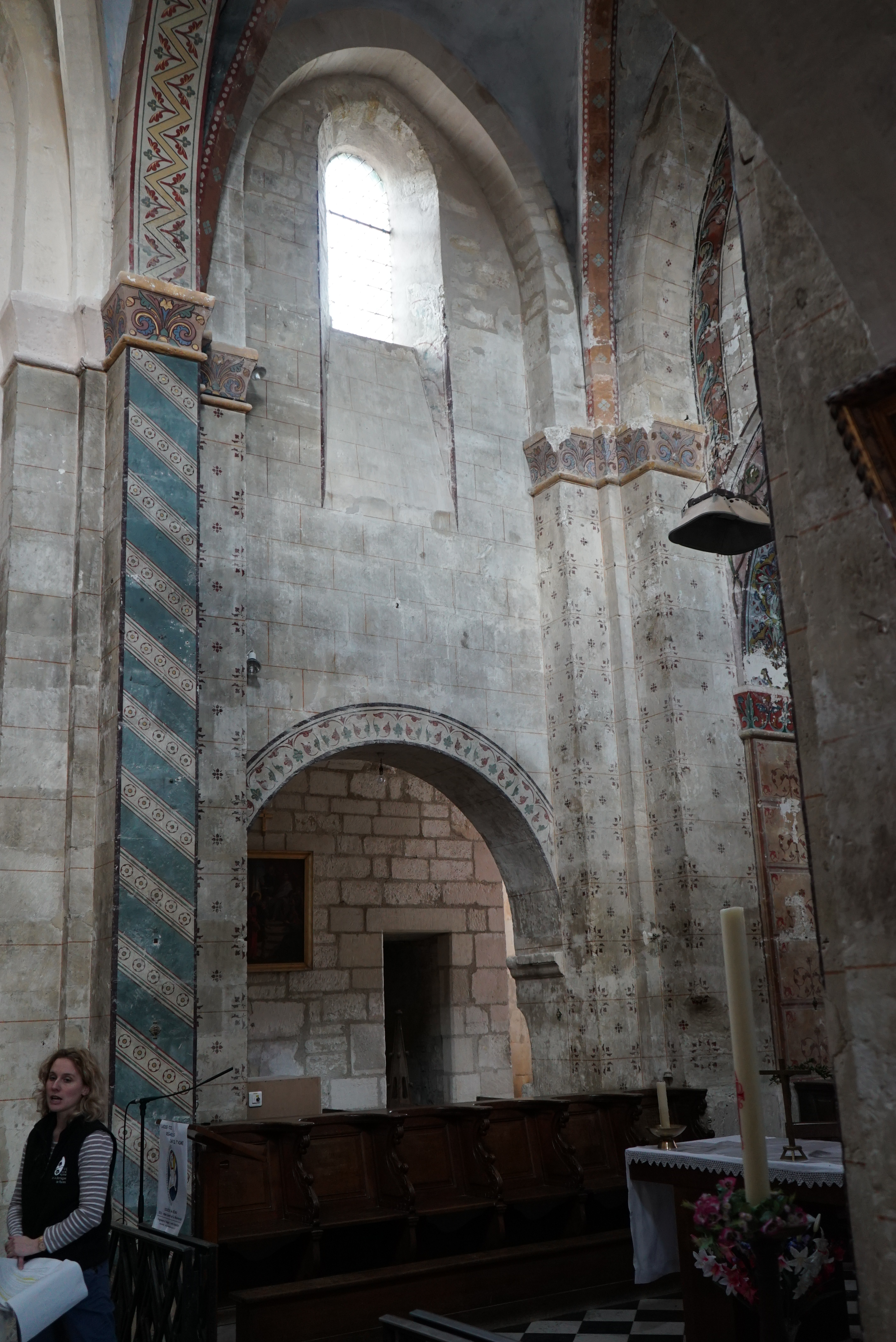
La croisée de transept et peintures.

## Éléments remarquables
- Statue : Vierge à l'Enfant assise (XIVe siècle) : sainte Anne portant sa fille Marie et son petit-fils Jésus[2] ;
- 2 statues d'ange (XVe siècle)[3] ;
- Tribune d'orgue en bois sculpté (XVe siècle)[4] Panneaux ajourés avec écussons et têtes aux pendentifs armes de Anne de Bretagne, œuvre incendiée en 1914-1918 et remontée en en modifiant l'agencement. Provient de l'ancienne église Saint-Pierre-le-Vieil de Reims ;
- Abside voûtée en cul-de-four au sud du chevet (XIe siècle et XIIe siècle) ;
- Nef voûtée d'arêtes et flanquée de collatéraux remaniée (XVe siècle) et voûtée d'ogives (XIXe siècle) ;
- Tour carrée à la croisée du transept ;
- Flèche élevée.

## En images

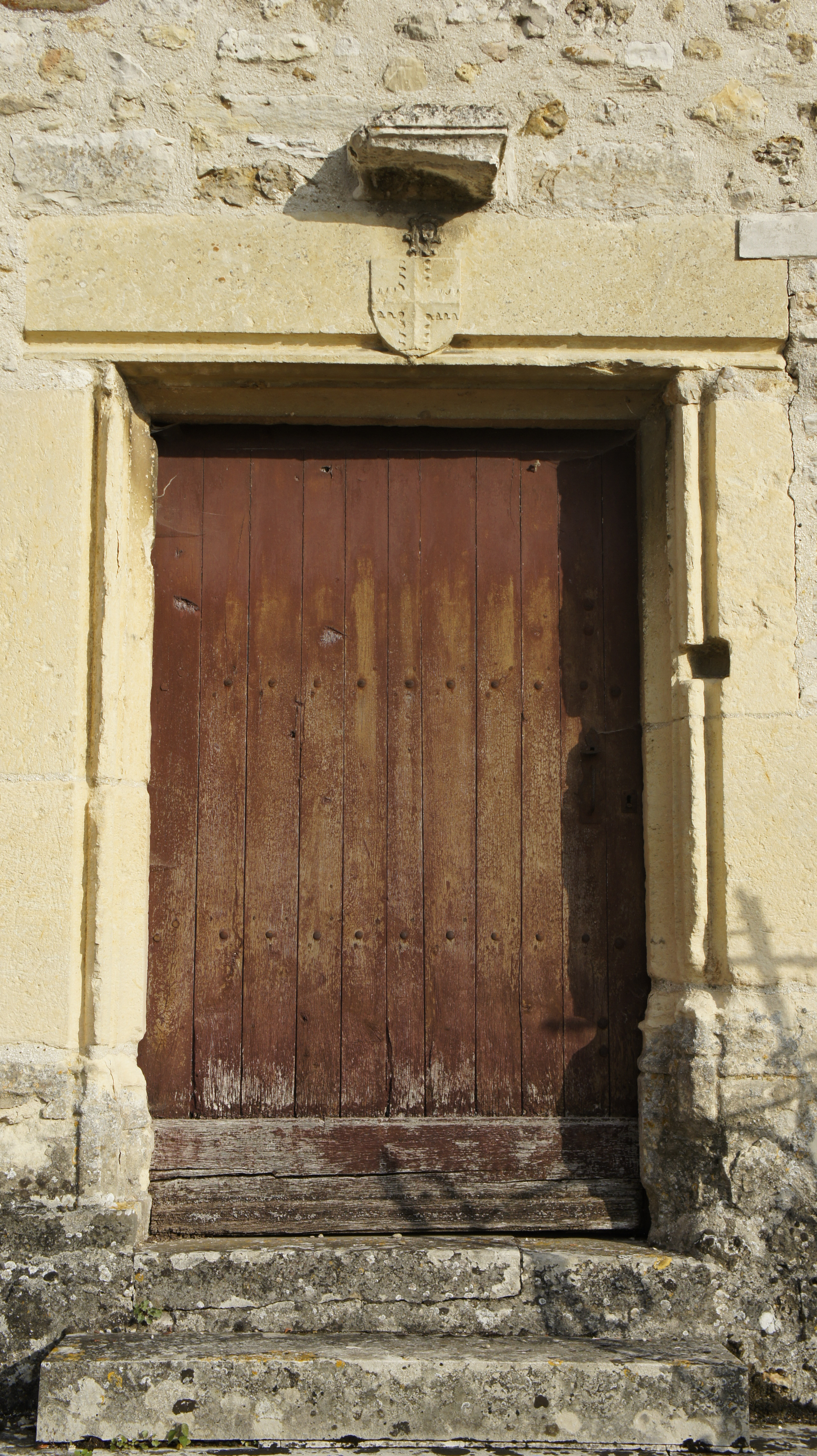
Entrée nord aux armes de Lennoncourt.
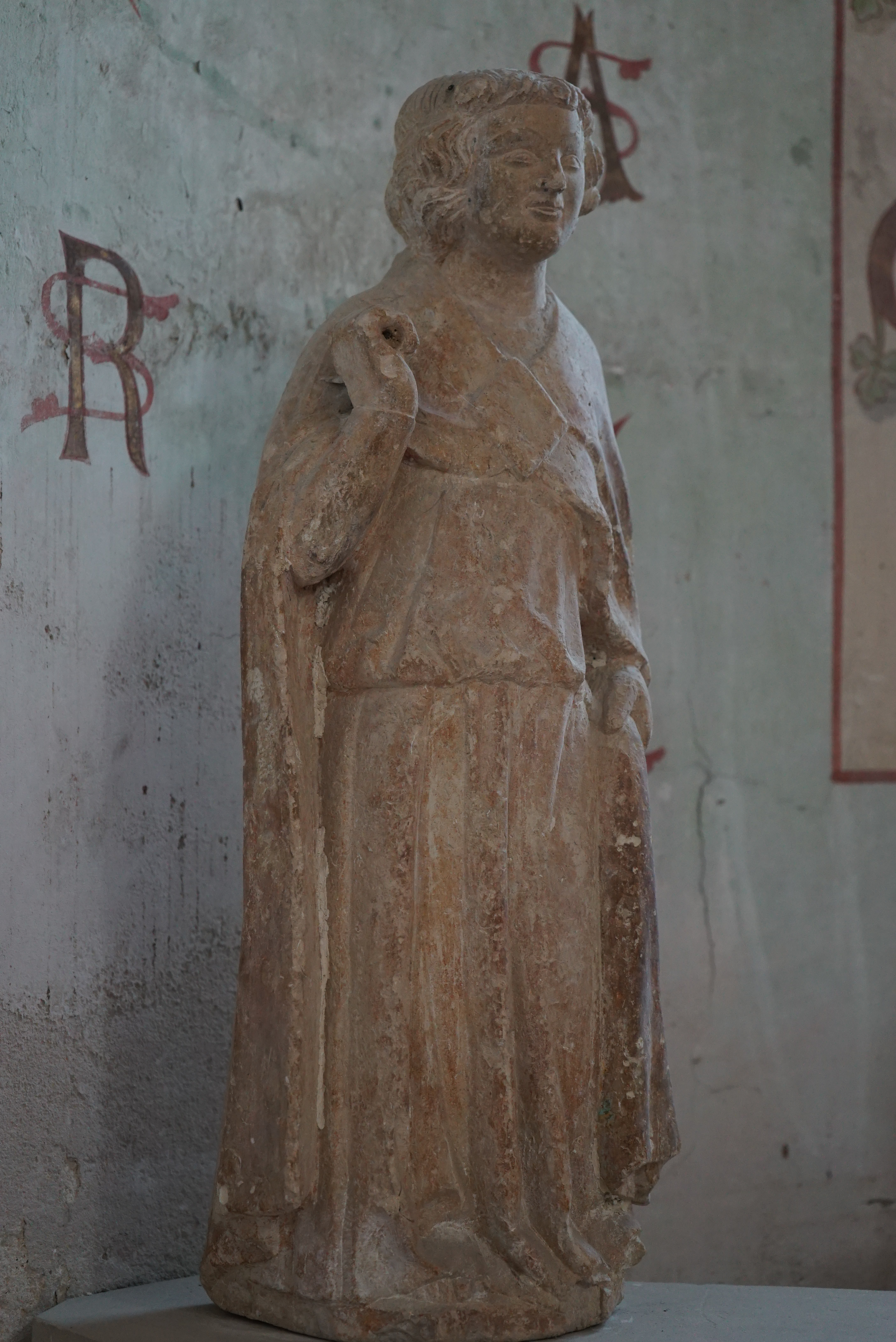
Ange en pierre,
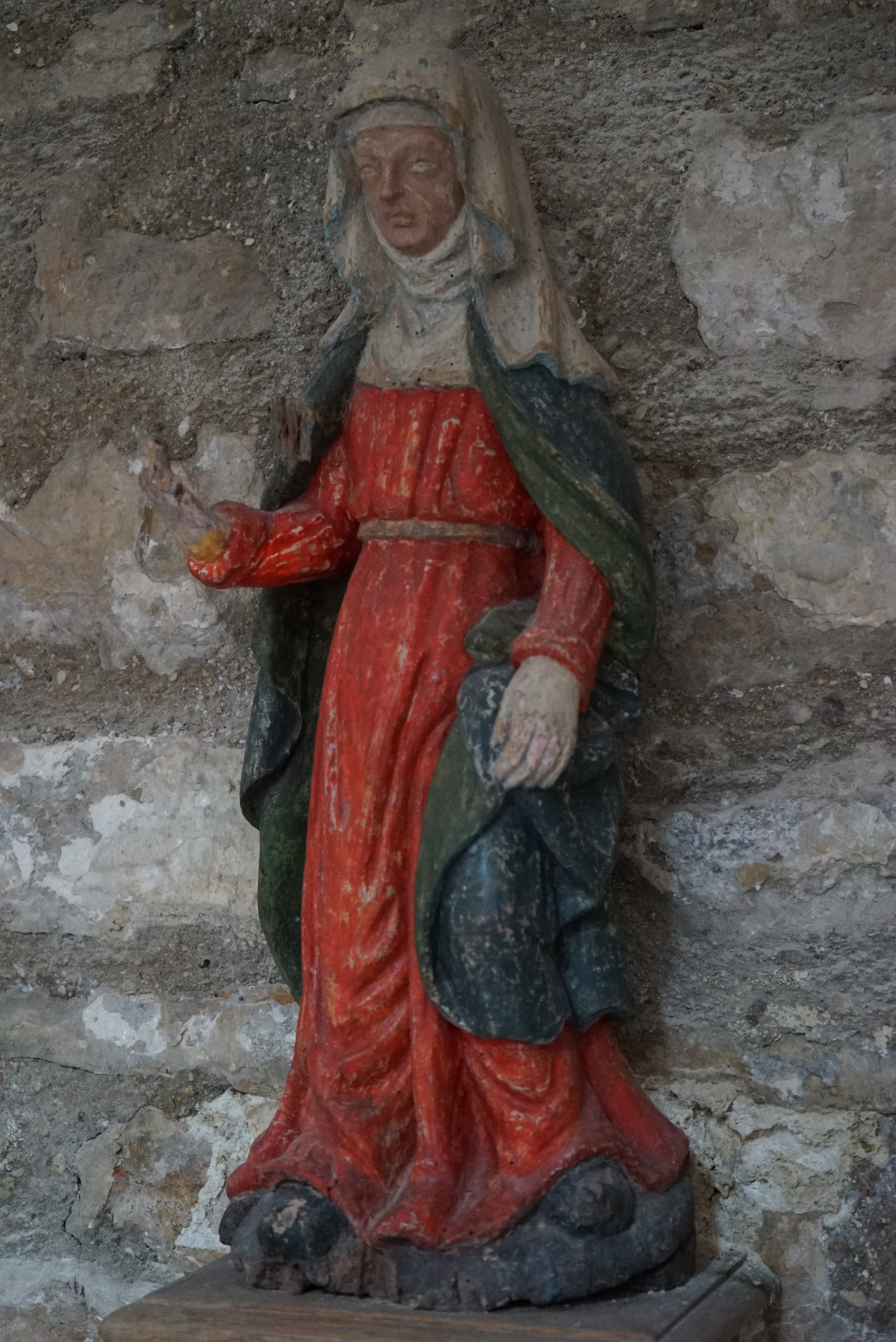
statue en bois,
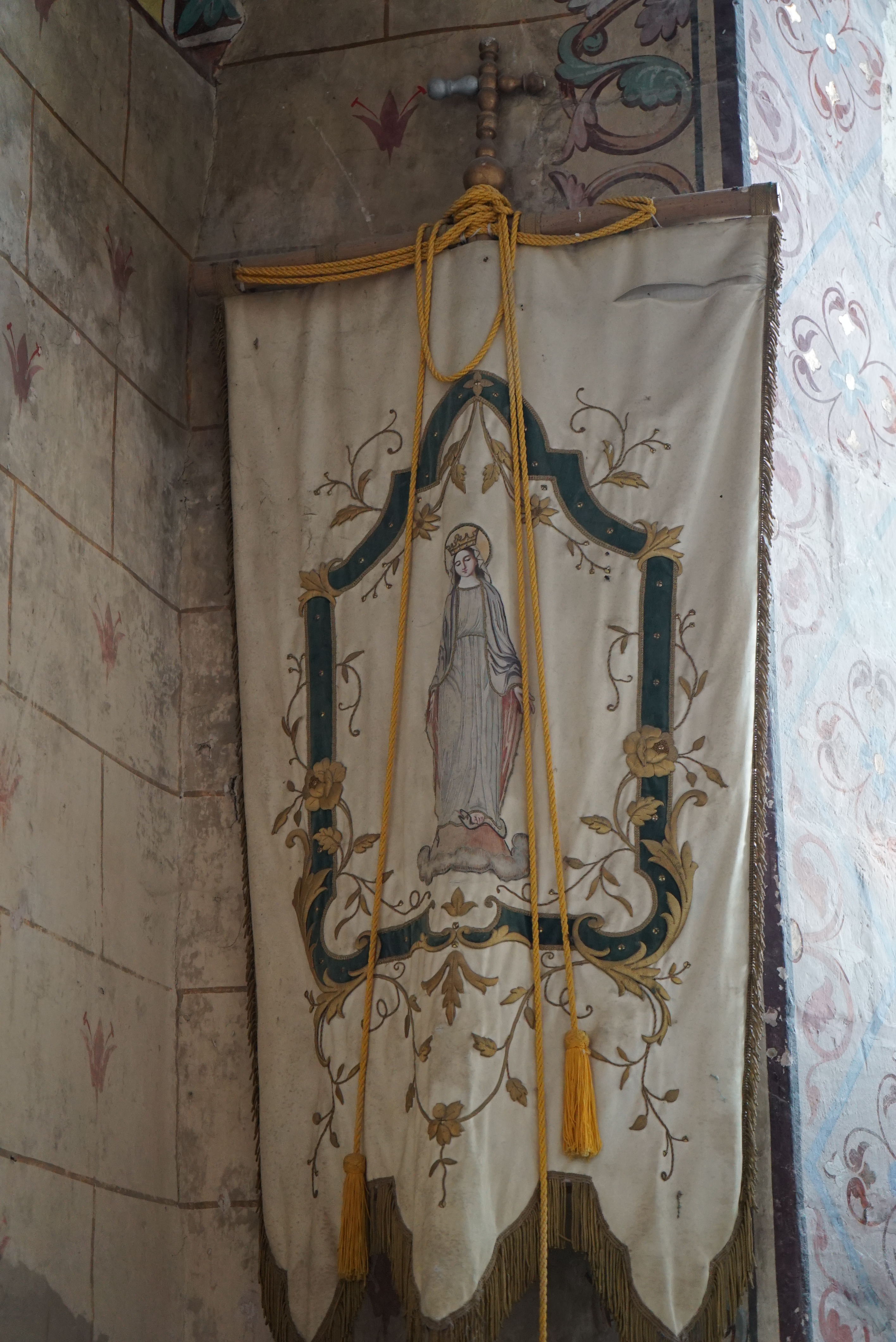
bannière de procession,
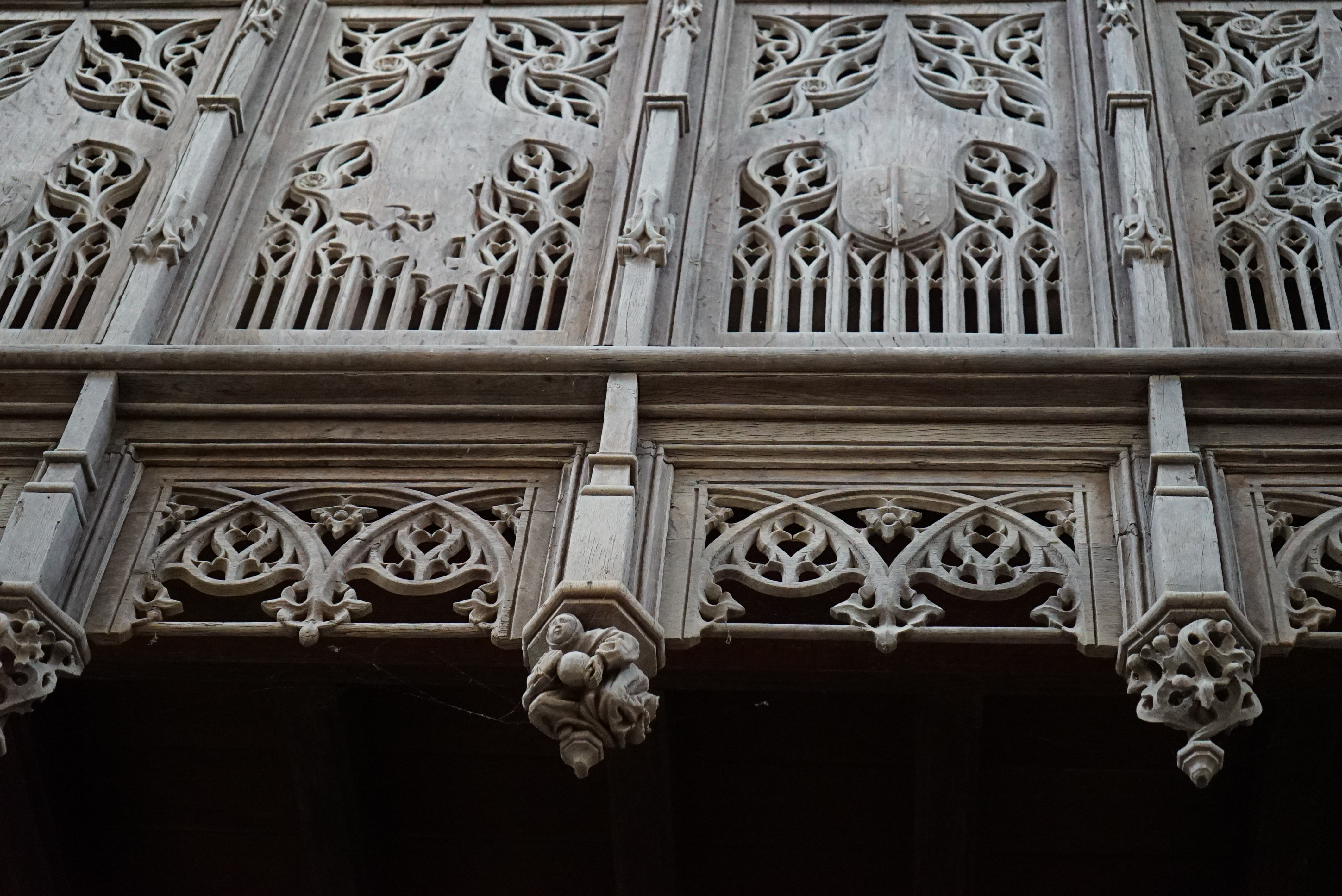
détail de la tribune.

## Notes et références

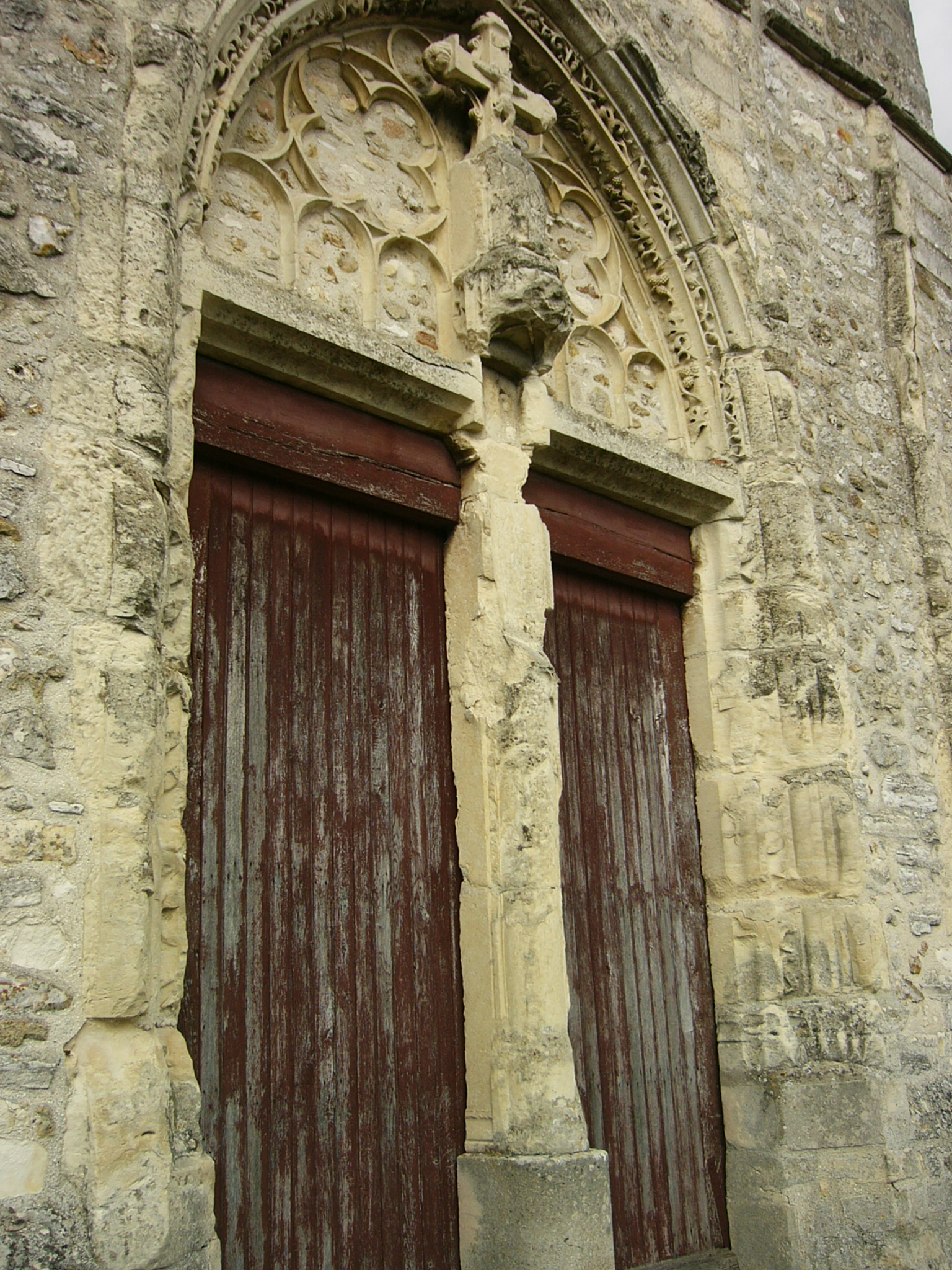
Le portail occidental.